# Fermí Rubiralta i Casas
Fermí Rubiralta i Casas (l'Hospitalet de Llobregat, 1959) és un historiador català. Es llicencià en història contemporània a la Universitat de Barcelona el 1985 i es doctorà en Ciències Polítiques en la Universitat del País Basc. Des d'aleshores viu a Bilbao. Ha estat autor de diversos estudis sobre els moviments nacionalistes i independentistes català, basc i gallec i d'articles sobre aquests temes a Revista de Catalunya i L'Avenç.

## Obres
- Orígens i desenvolupament del PSAN (1969-1974) Barcelona: La Magrana, 1988
- El nuevo nacionalismo radical. Los casos gallego, catalán y vasco (1959-1973) San Sebastián: Gakoa, 1977
- De Castelao a Mao. O novo nacionalismo radical galego (1959-1974): Orixes, configuración e desevolvemento inicial da UPG. Santiago de Compostela: Laiovento, 1998.
- Joan Cornudella i Barberà (1904-1985). Biografia política Barcelona: Publicacions de l'Abadia de Montserrat, 2003
- Una història de l'independentisme polític català. De Francesc Macià a Josep-Lluís Carod-Rovira (2004)
- Daniel Cardona i Civit (1890-1943). Biografia política (2005)
- Una Història del Front Nacional de Catalunya, 1940-1990 (2006) amb Daniel Díaz i Esculies i Jaume Renyer i Alimbau
- El Partit Nacionalista Català (1932-1936). (2010)
- Miquel Badia. Vida i mort d'un líder separatista. Barcelona: Duxelm-Fundació Irla (2011)
- Els orígens de l'independentisme català a Cuba. Barcelona: Edicions del 1976 (2017)
- L'evolució independentista del catalanisme. Claus històriques (Rafael Dalmau, Editor, 2019)
- Historia del independentismo político. De Estat Català al 1 de Octubre (Txalaparta, 2020)
- Estudi preliminar en l'edició de 2022 de l'escrit Per la Patria i per la Llibertat editat per Nosaltres Sols! l'any 1934 (Rafael Dalmau, Editor, 2022)

. Estudi preliminar del llibre: Del catalanisme al separatisme. Un recull de fulls volants (1906-1936) (Biblioteca Clandestina Catalana, 2023)
. Josep Dencàs i Puigdollers, el conseller maleït. (Editorial Base, 2024)